# Песме о раду
Посленичке песме (енгл. Work songs) или песме о раду, врста лирске народне поезије.

## Карактеристике
Посленичке песме или песме о раду су настајале у давна времена, певале су се уз рад и после рада. Исказују човеково задовољство и радост при обављању различитих послова, певају о надметању, снази и лепоти младости, а веома често и о љубави између девојака и младића, која их подстиче да надмаше једни друге у вештини и издржљивости. Уочљива је блиска веза са природом. У њима су често присутни дијалози, веома су мелодичне и многе од њих се и данас певају. Неке посленичке песме говоре и о тешком и мукотрпном раду, о неправедном односу господара према слугама.
Обично се деле на три подврсте:
- жетелачке,
- пастирске и
- рибарске песме.[1]

## Примери

### У српској народној књижевности

#### Јабланова моба
Или грми, ил’ се земља тресе,
или бије море у брегове?
Нити грми, нит се земља тресе,
нити бије море у брегове,
већ то језди Јабланова моба;
пред њоме је Јаблан на коњицу,
у руци му струк бела босиљка,
руком маше, босиљак мирише:
„Лако, лако, моја силна мобо!
Сама ми је госпођа код двора,
неће знати да је силна моба,
већ ће мислит да је турска војска;
млада, луда, поплашиће ми се,
танка, витка, преломиће ми се.

#### Наджњева се момак и девојка
Наджњева се момак и девојка:
момак нажње двадес’т и три снопа,
а девојка двадес’т и четири.
Кад увече о вечери било,
момак пије двадес’т и три чаше,
а девојка двадес’т и четири.
Кад ујутру бео дан освану,
момак лежи, ни главе не диже,
а девојка ситан везак везе!

### Код других народа
Посленичке песме, које се певају уз пољске радове, да би се сложније радило, постојале су код свих народа од најстаријих времена до данас. У двадесетом веку биле су и даље веома популарне код балканских народа, у Латинској Америци и на југу САД. Илустративан пример је популарна Песма о броду банана (енгл. The Banana Boat Song), афроамеричког певача Харија Белафонтеа, настала обрадом народне песме са Јамајке - песма представља хор лучких радника који читаву ноћ товаре бродове бананама и чекају исплату надница у свитање.

#### Песма о броду банана
| Оригинал на енглеском | Слободан превод |
| --- | --- |
| The Banana Boat Song Day-o, day-ay-ay-o Daylight come and me wan' go home Day, me say day, me say day, me say day, me say day, me say day-ay-ay-o Daylight come and me wan' go home Work all night on a drink a rum (Daylight come and me wan' go home) Stack banana 'til the mornin' come (Daylight come and me wan' go home) Come, mister tally man, tally me banana (Daylight come and me wan' go home) Come, mister tally man, tally me banana (Daylight come and me wan' go home) Lift six foot, seven foot, eight foot, bunch (Daylight come and me wan' go home) Six foot, seven foot, eight foot, bunch (Daylight come and me wan' go home) Day, me say day-ay-ay-o (Daylight come and me wan' go home) Day, me say day, me say day, me say day, me say day, me say day (Daylight come and me wan' go home) A beautiful bunch of ripe banana (Daylight come and me wan' go home) Hide the deadly black tarantula (Daylight come and me wan' go home) Lift six foot, seven foot, eight foot, bunch (Daylight come and me wan' go home) Six foot, seven foot, eight foot, bunch (Daylight come and me wan' go home) Day, me say day-ay-ay-o (Daylight come and me wan' go home) Day, me say day, me say day, me say day, me say day, me say day (Daylight come and me wan' go home) Come, mister tally man, tally me banana (Daylight come and me wan' go home) Come, mister tally man, tally me banana (Daylight come and me wan' go home) Day-o, day-ay-ay-o (Daylight come and me wan' go home) Day, me say day, me say day, me say day, me say day, me say day-ay-ay-o (Daylight come and me wan' go home) | Песма о броду банана Дан-о, да-а-а-н-о Свитање је и хоћу да идем кући Дан, кажем дан, кажем дан, кажем дан, кажем дан, кажем дан-о Свитање је и хоћу да идем кући Ради целу ноћ на гутљају рума (Свитање је и хоћу да идем кући) Слажи банане све до јутра (Свитање је и хоћу да идем кући) Дођи господине надзорниче, изброј ми банане (Свитање је и хоћу да идем кући) Дођи господине надзорниче, изброј ми банане (Свитање је и хоћу да идем кући) Дижи гомилу од шест стопа, седам стопа, осам стопа (Свитање је и хоћу да идем кући) Гомила од шест стопа седам стопа, осам стопа (Свитање је и хоћу да идем кући) Дан-о, кажем да-а-а-н-о Свитање је и хоћу да идем кући Дан, кажем дан, кажем дан, кажем дан, кажем дан, кажем дан-о Свитање је и хоћу да идем кући Дивна гомила зрелих банана (Свитање је и хоћу да идем кући) Крије смртоносну црну тарантулу (Свитање је и хоћу да идем кући) Дижи гомилу од шест стопа, седам стопа, осам стопа (Свитање је и хоћу да идем кући) Гомила од шест стопа седам стопа, осам стопа (Свитање је и хоћу да идем кући) Дан-о, кажем да-а-а-н-о Свитање је и хоћу да идем кући Дан, кажем дан, кажем дан, кажем дан, кажем дан, кажем дан-о Свитање је и хоћу да идем кући Дођи господине надзорниче, изброј ми банане (Свитање је и хоћу да идем кући) Дођи господине надзорниче, изброј ми банане (Свитање је и хоћу да идем кући) Дан-о, да-а-а-н-о Свитање је и хоћу да идем кући Дан, кажем дан, кажем дан, кажем дан, кажем дан, кажем дан-о Свитање је и хоћу да идем кући |